# Dasychira haigi
Dasychira haigi är en fjärilsart som beskrevs av Collenette 1937. Dasychira haigi ingår i släktet Dasychira och familjen tofsspinnare. Inga underarter finns listade i Catalogue of Life.